# Fosfofruktokinaza-1
Fosfofruktokinaza-1 (PFK-1) je jedan od najvažnijih regulatornih enzima (EC 2.7.1.11) glikolize. Ona je alosterni enzim formiran od 4 podjedinice i kontrolisan mnogim aktivatorima i inhibitorima. PFK-1 katalizuje korak glikolize u kome se konvertuju fruktoza 6-fosfat i ATP u fruktozu 1,6-bisfosfat i ADP. 
| β--fruktoza 6-fosfat | Fosfofruktokinaza-1   | Fosfofruktokinaza-1 | β--fruktoza 1,6-bisfosfat |
|                      |                       |                     |                           |
| ATP                  | ADP                   |                     |                           |
|                      |                       |                     |                           |
|                      |                       |                     |                           |
|                      |                       |                     |                           |
|                      | Fruktoza bisfosfataza |                     |                           |

## Struktura
sisara je 340 kD tetramer koji se sastoji od tri tipa podjedinica: mišićne (M), jetrene (L), i trombocitne (P). Sastav PFK1 tetramera se ralikuje u zavisnosti od tipa tkiva u kome su prisutni. Na primer, mišići izražavaju samo M izozim, te su mišićni PFK1 homotetrameri, M4. Jetra i bubrezi predominantno izražavaju L izoformu. Eritrociti izražavaju M i L podjedinice koji se randomno tetramerizuju u M4, L4 i tri hibridne forme enzima (ML3, M2L2, M3L). Kinetička i regulatorna svojstva različitih izoformi su zavisna od kompozicije. Tkivno specifične promene PFK aktivnosti i izoenzimski sadržaj znatno doprinose raznovrsnosti glikolitičke i glukoneogenske brzine u raličitim tkivima.
PFK1 je alosterni enzim čija struktura je slična sa hemoglobinom. On je dimer dimera. Jedna polovina svakog dimera sadrži mesto vezivanja ATP molekula, dok je u drugoj polovini mesto vezivanja supstrata (fruktoze 6-fosfata ili F6P), kao i zasebno alosterno mesto vezivanja.

## Literatura
- Nicholas C. Price; Lewis Stevens (1999). Fundamentals of Enzymology: The Cell and Molecular Biology of Catalytic Proteins (Third изд.). USA: Oxford University Press. ISBN 019850229X.
- Eric J. Toone (2006). Advances in Enzymology and Related Areas of Molecular Biology, Protein Evolution (Volume 75 изд.). Wiley-Interscience. ISBN 0471205036.
- Branden C; Tooze J. Introduction to Protein Structure. New York, NY: Garland Publishing. ISBN 0-8153-2305-0.
- Irwin H. Segel. Enzyme Kinetics: Behavior and Analysis of Rapid Equilibrium and Steady-State Enzyme Systems (Book 44 изд.). Wiley Classics Library. ISBN 0471303097.

## Spoljašnje veze
- Phosphofructokinase-1 на 